# Lichterserenade

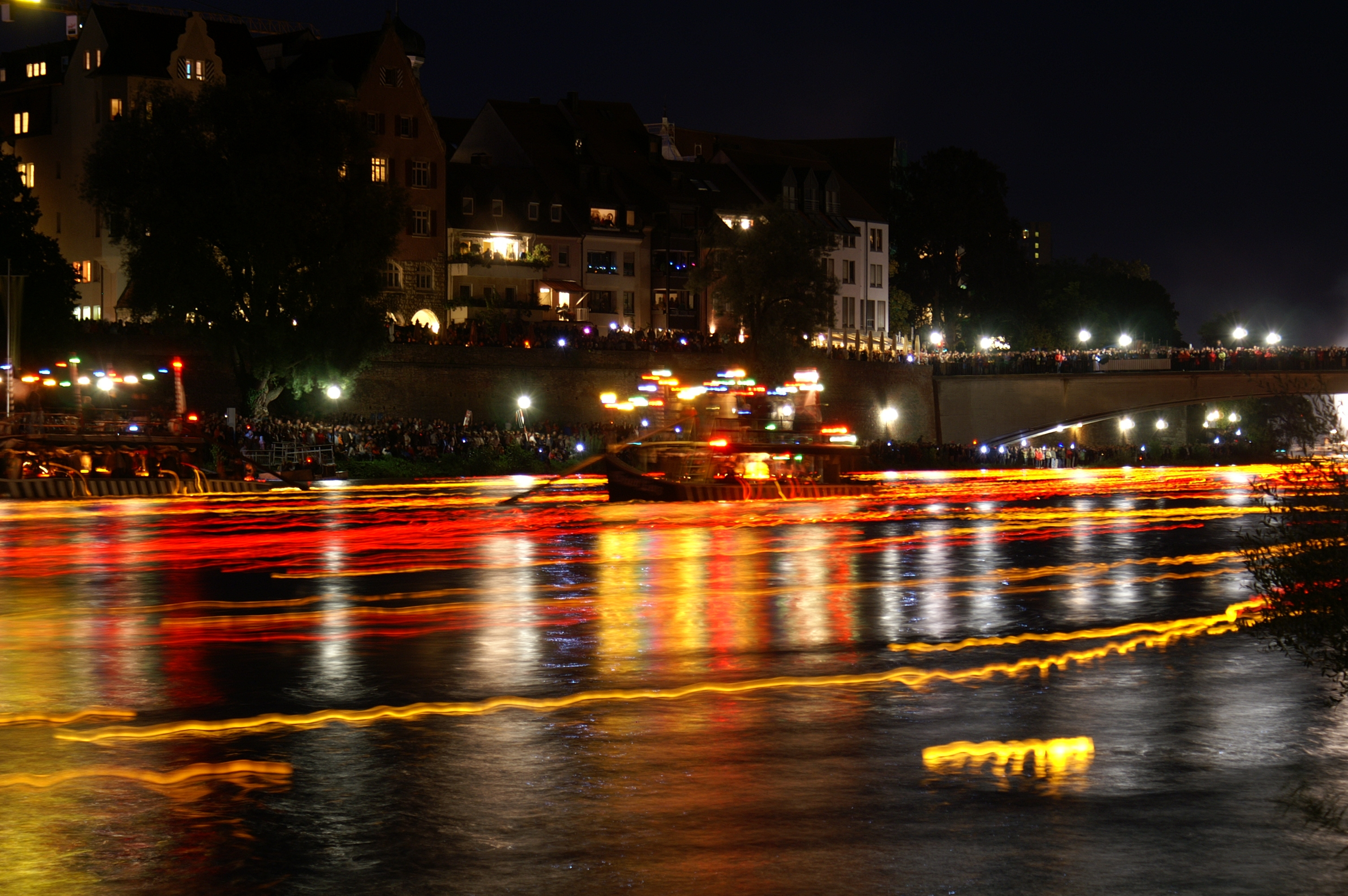
Lichterserenade

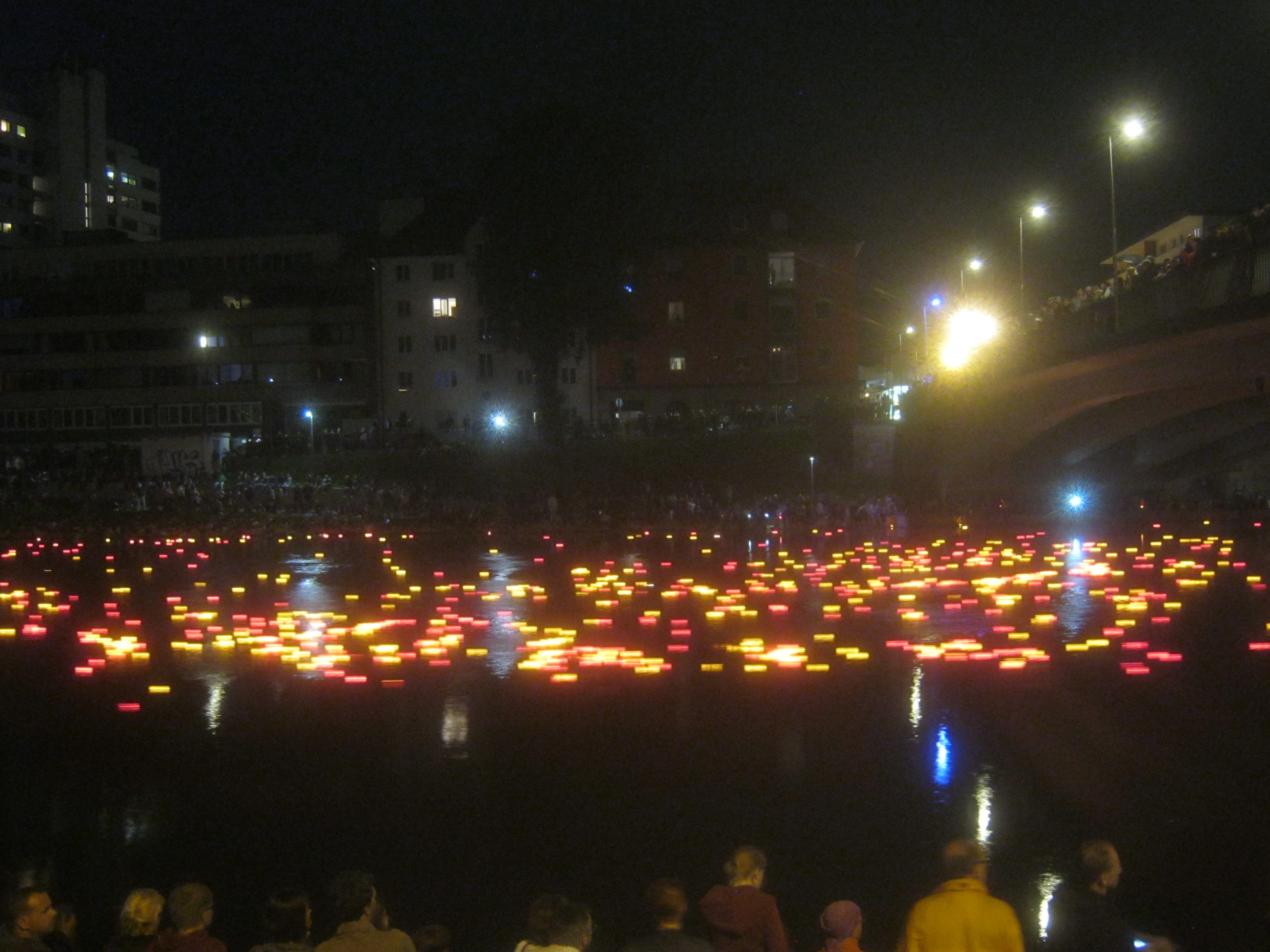
Lichterserenade

Die Lichterserenade ist die Einleitung des Schwörwochenendes in Ulm. Sie wurde erstmals 1967 von der Gesellschaft der Donaufreunde veranstaltet und findet seither mit Ausnahme der Jahre 1981, 1987 sowie 2020/21 (Ausfall wegen COVID-19-Pandemie) am Samstag vor dem Schwörmontag statt.
Die Lichterserenade ist eine Lichterschau zu Wasser. Dabei werden bei Anbruch der Dunkelheit von den Ordinarischiffen, den „Ulmer Schachteln“, mehrere tausend Teelichter auf die Wasseroberfläche der Donau gesetzt. Anlässlich der 50. Lichterserenade wurden im Jahr 2018 20.000 Lichter ausgesetzt, 5.000–6.000 Lichter mehr als im Jahr zuvor.
Etwa 160 freiwillige Helfer bestücken bereits während der Flussaufwärtsfahrt die schwimmenden Lichter und stapeln sie unter Deck der Ordinarischiffe. Auf Höhe des Fischerplätzles werden sie dann zeitgleich gegen 22 Uhr händisch angezündet und auf das Wasser ausgebracht. Je vier Freiwillige pro Gruppe zünden die Kerzen mit einem Feuerzeug, mit Zündhölzern oder mit einem Fidibus an, zwei weitere Freiwillige setzen die Lichter auf der Donau aus. Nach etwa 30 Minuten sind alle Lichter ausgesetzt.
Da die Fließgeschwindigkeit der Donau an dieser Stelle meist recht gering ist, kann man die auf der Donau treibenden Lichter auf den Uferwegen überholen. Die Lichter werden von Booten begleitet, von denen aus Feuerwerkseffekte abgeschossen werden. Im Anschluss folgt ein Feuerwerk, danach wird das Schwörwochenende bei Partys und Straßenfesten 'in und um Ulm' und auf der bayerischen Donauseite in Neu-Ulm fortgesetzt.
Ein Teil der schwimmenden Lichter werden von den Zuschauern aus dem Wasser gefischt, für die restliche Lichter endet die Fahrt im Treibgutrechen des flussabwärts gelegenen Kraftwerks Böfinger Halde. Aus Umweltschutzgründen überlegen die Donaufreunde, ab 2019 auf Teelichter mit Pressholz-Hülle anstatt aus Aluminium umzusteigen.

## Weitere Ulmer Traditionen am Schwörwochenende
- Fischerstechen
- Nabada